# دانشگاه صنعتی جندی‌شاپور
دانشگاه صنعتی جندی شاپور یک دانشگاه صنعتی در شهرستان دزفول در استان خوزستان است.
این مجتمع آموزشی که تأسیس آن از سال ۱۳۵۱ هجری خورشیدی، به عنوان یکی از دانشکده‌های دانشگاه جندی‌شاپور اهواز آغاز شد، از سال ۱۳۵۸ و در چهار زمینهٔ مهندسی، علوم، کشاورزی و پزشکی دانشجو پذیرفت. در سال ۱۳۸۸ این مجتمع به دانشگاه صنعتی جندی‌شاپور ارتقا داده شد.

## رشته‌ها و دانشکده‌ها
دانشکده مهندسی مکانیک
- گروه مهندسی مکانیک
- گروه مهندسی صنایع
دانشکده مهندسی عمران
- گروه مهندسی عمران
- گروه مهندسی نقشه‌برداری
دانشکده مهندسی برق و کامپیوتر
- گروه مهندسی برق
- گروه مهندسی کامپیوتر
دانشکده مهندسی شیمی
- گروه مهندسی شیمی
دانشکده مهندسی معماری و شهرسازی
- گروه مهندسی معماری
- گروه مهندسی شهرسازی
- گروه مرمت بناهای تاریخی
دانشکده علوم پایه:
- گروه ریاضی
- گروه شیمی
- گروه فیزیک

## تاریخچه
در سال ۱۳۵۱، دانشگاه جندی‌شاپور اهواز با خرید قطعه زمینی به مساحت ۱۲۶ هکتار از اراضی شهرستان دزفول به‌منظور تأسیس دانشکدهٔ کشاورزی، پروژهٔ ایجاد شاخهٔ شمالی را آغاز کرد.
در سال ۱۳۵۵ چارت سازمانی دانشکده به‌تصویب رسید و چهار دانشکدهٔ مهندسی، علوم، کشاورزی و پزشکی در دستور کار توسعهٔ شاخهٔ شمالی قرار گرفت. در سال ۱۳۵۶ قطعه‌زمینی نیز به مساحت ۱۸ هکتار برای تأسیس ساختمان‌های اداری و آموزشی از طرف سازمان آب و برق خوزستان به‌دانشکده واگذار گردید.
شروع به‌کار دانشکده به‌علت تقارن با انقلاب اسلامی تا سال ۱۳۵۸ به‌ تعویق افتاد. در این سال قطعهٔ زمین دیگری نیز به مساحت ۱۴ هکتار در اختیار دانشکده قرار گرفت. در این سال دانشکده دارای یازده نفر عضو هیئت علمی بود که مجدداً پیش از پذیرش دانشجو، جنگ ایران و عراق مانع شروع به‌کار دانشکده شد و این وضعیت تا پایان جنگ ادامه داشت. هیئت علمی مذکور نیز در این شرایط پراکنده و اکثراً در دانشگاه اهواز مشغول به‌تدریس شدند. در طول دوران دفاع مقدس، کلیهٔ امکانات شاخهٔ شمالی در اختیار رزمندگان  جنگ ایران و عراق قرار داشت و ساختمان اصلی آن به‌عنوان ستاد تخلیهٔ شهدا و مجروحین مورد استفاده قرار گرفت.
فعالیت آموزشی شاخهٔ شمالی از سال ۶۷ با پذیرش دانشجو در رشتهٔ کاردانی کارهای عمومی ساختمان شروع شد و در سال ۱۳۷۱، رشتهٔ کاردانی ماشین‌آلات مکانیک به‌عنوان دومین رشتهٔ دانشکده شروع به‌کار کرد. در سال ۷۱ وزیر وقت آموزش عالی در محل دانشکده حضور یافت و برنامهٔ توسعهٔ شاخهٔ شمالی را با قول مساعد مسؤولین استانی و شهرستانی تصویب کرد.
در سال ۷۴ مجوز رشته‌های معماری و کارشناسی عمران و کارشناسی عمران (گرایش آب) اخذ گردید و بلافاصله پذیرش دانشجو صورت گرفت. در سال ۱۳۷۶، اعتبار ۱۲ میلیارد ریالی از محل اعتبارات ملی برای احداث ساختمان دانشکدهٔ مهندسی با زیربنای ۸۸۰۰ متر مربع تصویب شد و از آغاز سال ۷۸ عملیات ساختمانی شروع شد و فاز اول آن که بالغ بر ۴۰۰۰ متر مربع است، آمادهٔ تحویل می‌باشد.
بین سالهای ۷۶ تا ۸۲ دانشکده بیشتر به‌دنبال تجهیز دانشکده از قبیل امکانات آزمایشگاهی، کارگاهی، رایانه و کتابخانه بوده است و در این زمینه به توفیقات قابل توجهی نائل شده است. همچنین جذب استاد و ایجاد امکان برای ادامهٔ تحصیل استادان موجود از اولویت‌های کاری دانشکده بوده است. از مهرماه سال ۸۰، پذیرش دانشجوی معماری در مقطع کارشناسی ناپیوسته آغاز شد. تیرماه ۱۳۸۰ وزیر فرهنگ و آموزش عالی، با اختصاص ردیف مستقل بودجه برای شاخهٔ شمالی موافقت کردند که نهایتاً سازمان مدیریت و برنامه‌ریزی کشور با این امر موافقت نمود و از آغاز سال ۱۳۸۱ این امر متحقق گشت و به‌دنبال آن از آغاز سال ۸۲ کلیهٔ اعتبارات امور دانشجوئی و دو بخش از اعتبارات عمرانی (تعمیرات اساسی و تجهیزات) نیز مستقل گشت. اخذ مجوز پذیرش دانشجو در مقطع کارشناسی مهندسی مکانیک (گرایش حرارت و سیالات)، مقطع کارشناسی ناپیوستهٔ عمران، کارشناسی الکترونیک و کارشناسی شیمی نیز باعث شروع به‌کار این رشته‌ها از مهر ۸۲ شد. در سال ۱۳۸۹ دفتر گسترش وزارت علوم با پذیرش کارشناسی ارشد در رشته‌های مهندسی عمران (گرایش رودخانه) و مهندسی مکانیک (گرایش تبدیل انرژی) موافقت کردند.